# Frithuwald (Bernicia)

Bernicia und seine Nachbarreiche

Frithuwald (auch Frithuwold, Friduuald, FrioÞowald; † 585) war von 579 bis zu seinem Tod König des angelsächsischen Königreiches Bernicia.

## Leben
In der älteren Forschung wurde Frithuwald manchmal als Sohn des Königs Ida von Bernicia aufgefasst. Die genauen Regierungsdaten und die chronologische Einordnung in der Thronfolge ist nicht eindeutig gesichert, da zeitgenössische Quellen fehlen. Nach heutiger Kenntnis folgte er wahrscheinlich 579 auf Theodric und regierte bis 585.
Im Jahr 579 fiel König Theodric in einer Schlacht gegen Owein fab Urien von Rheged und Frithuwald folgte auf den Thron. Nähere Angaben zu seiner Herrschaft wurden nicht überliefert. Frithuwald starb im Jahr 585. Als sein Nachfolger gilt Hussa, der möglicherweise sein Bruder war.